# Tüshig
Tüshig (Mongol : Түшиг) est un sum (district) de la province de Selenge, au nord de la Mongolie.